# Austin A40 Somerset
Austin A40 Somerset — легковий автомобіль, що виготовлявся Austin Motor Company впродовж 1952—1954 рр.
Somerset змінив модель Devon й, маючи рамну конструкцію, був співрозмірний по габаритах.
Успадкував від попередника ряд компонентів, зокрема, рядний 4-цилідровий верхньоклапанний двигун (робочим об'ємом 1,2 л, OHV).
Потужність останнього була збільшена на 2 к.с. (з 40 до 42 к.с.), що давало змогу розвивати 110 км/год (70 миль/год).

## Короткий опис
Somerset мав оновлений кузов «Трансатлантик» з плавними обрисами, що відрізняв його від масивного на вигляд «Девона».
Спеціально для експорту (першочергово до Америки) дизайн автомобіля нагадував вищого за класом Austin A70 Hereford.
Спочатку виготовлявся тільки 4-дверний седан (англ. saloon), а пізніше, в кінці 1952 р. його доповнив 2-дверний кабріолет (англ. convertible).
Останній замінив Austin A40 Dorset.
Кузов кабріолета, що продавався під назвою Austin A40 Somerset Coupé виготовлявся компанією Carbodies у Ковентрі.
У Сполученому Королівстві цей тип кузова ще називали drophead coupe. Кабріолет від седана відрізнявся наявністю окремих передніх сидінь, що відкидались вперед для доступу до задніх.
Інший кабріолет Austin A40 Sports, що базувався на моделях Devon та Dorset зник з появою Somerset Coupe.
У 1953 р. Austin Motor Company виконала близько 500 автомобілів Somerset з потужнішим двигуном зі спортивної моделі.
Агрегат комплектувався двома карбюраторами SU замість одного Zenit'а з падаючим потоком.
Зовні автомобіль відрізнявся оздобленням салону та двоколірною схемою.
Максимальна швидкість Austin Somerset Special становила 119 км/год (74 милі/год), а стандартного седана 110 км/год (70 миль/год).
Стандартний салон Somerset мав два близько розташовані передні сидіння з шкіряною обивкою та широкий опуклий задній диван для трьох пасажирів.
Прилади на панелі знаходились по центру. Важіль перемикання передач (4-східчастої коробки передач) знаходився на кермі.
Гальмівний привід (усіх коліс) був гідравлічним, стоянкове гальмо з механічним приводом діяло на задні колеса.

## Динамічні характеристики

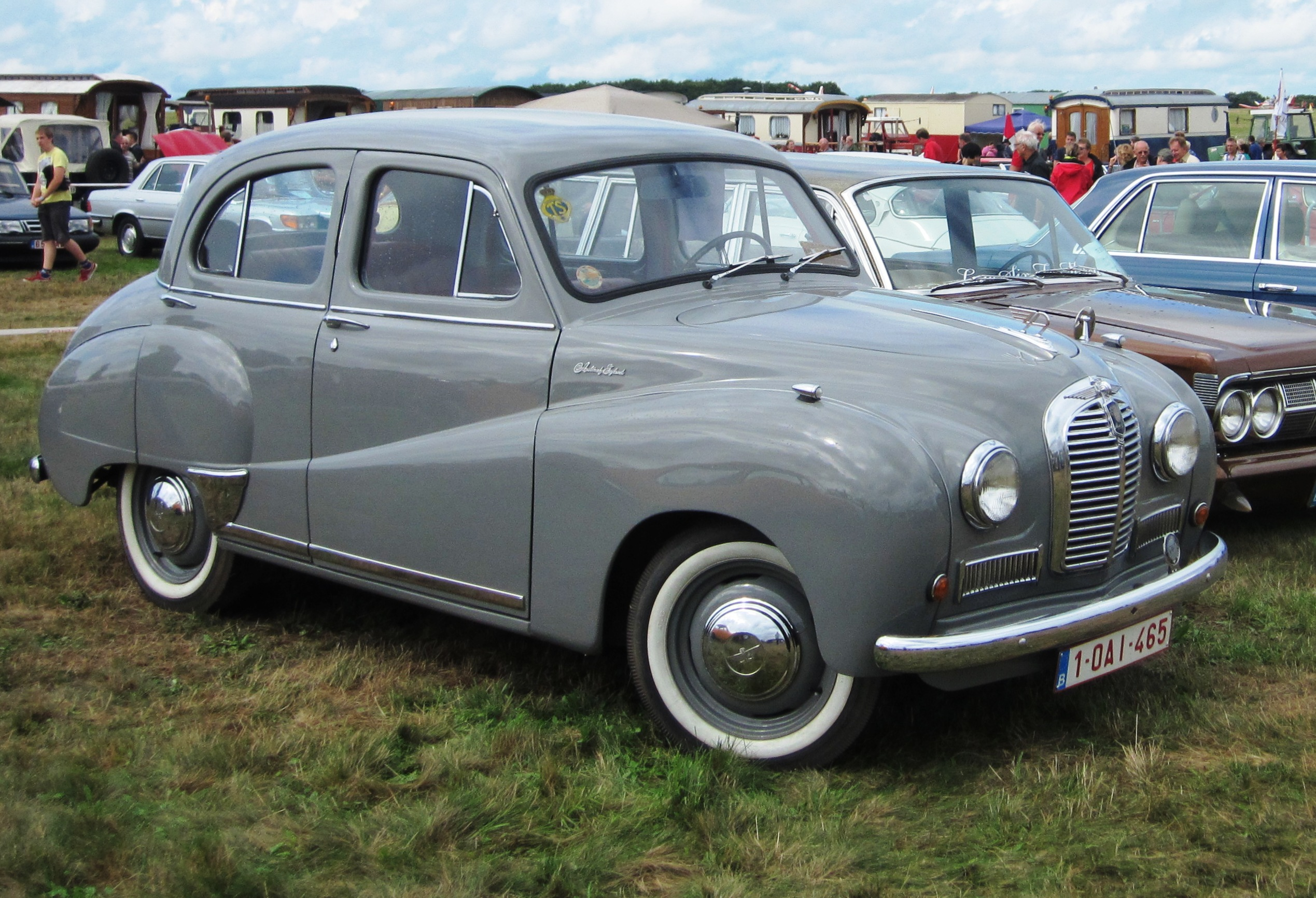
Austin A40 Somerset (1953) на Schaffen-Diest 2013

Протестований журналом The Motor у 1953 р. кабріолет А40 розвивав максимальну швидкість у 74 милі/год (119 км/год) та мав розгін 0—60 миль/год (97 км/год) за 28,6 с.
Витрата палива становила 30,1 миль на імперський галон (9,4 л/100 км, 25,1 mpg-US). Причому результати отримані при використанні низькооктанового палива.
Тестовий автомобіль коштував £705 (разом з податками).
Репутація седана Austin A40 Somerset як надзвичайно повільного не зовсім справедлива.
Для експлуатації на низькооктановому паливі у 1952 р. кут випередження запалювання збільшували (запобігаючи детонації).
Пізніше з поширенням високооктанового бензину British Motor Company, навіть, виготовляли набір для покращення динамічних характеристик та паливної ощадності.
В набір входили інший переривач-розподільник, тонша прокладка ГБЦ (збільшувала ступінь стиску до 7,2).
Згідно опублікованого 18 квітня 1952 р. в журналі Autocar тесту максимальна швидкість становила 106 км/год (найменша) та 114 км/год (найкраща),
розгін 0—60 миль/год за 36,6 с. Цей самий журнал 8 квітня 1960 р. оприлюднив тест вживаного автомобіля (зареєстрованого у лютому 1954 р.) де час розгону 0—60 миль/год становив 27,9 с.
Час долання четверті милі зменшився з 24,4 с до 23,2 с, що співставно з Mini 1959 р.

## Виробництво
До появи наступника (A40 Cambridge) у 1954 р. було продано більше 173 тис. моделей Somerset, з котрих 7243 кабріолети.
У грудні 1952 р. була підписана згода з японською компанією Datsun на виробництво автомобілів з британських машинокомплектів.
Перший японський «Сомерсет» покинув збиральну лінію й потрапив на місцевий ринок у квітні 1953 р.
Збирання закінчилось у листопаді 1954 р., коли виробництво перейшло на модель А50 Cambridge.

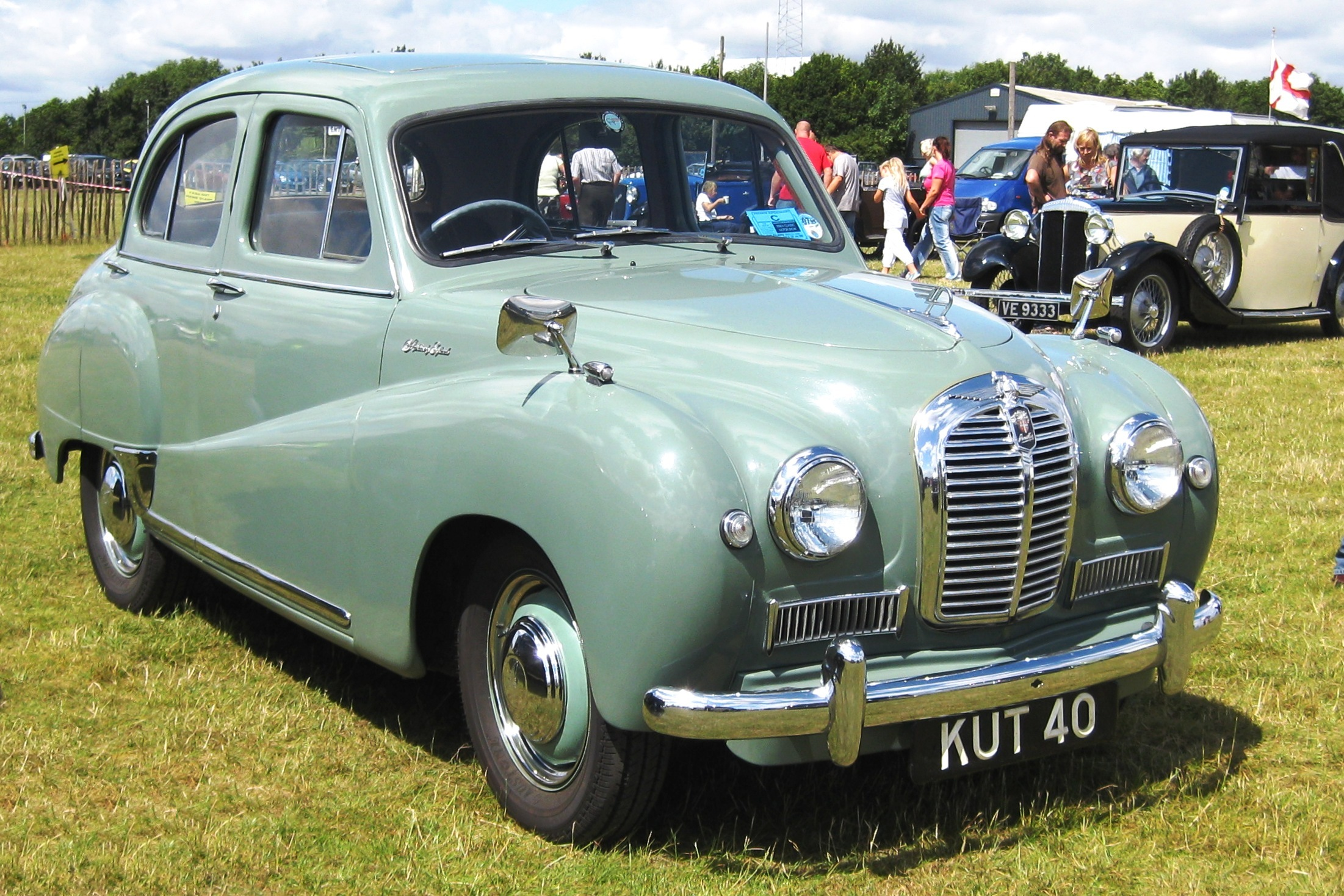
Седан Austin A40 Somerset
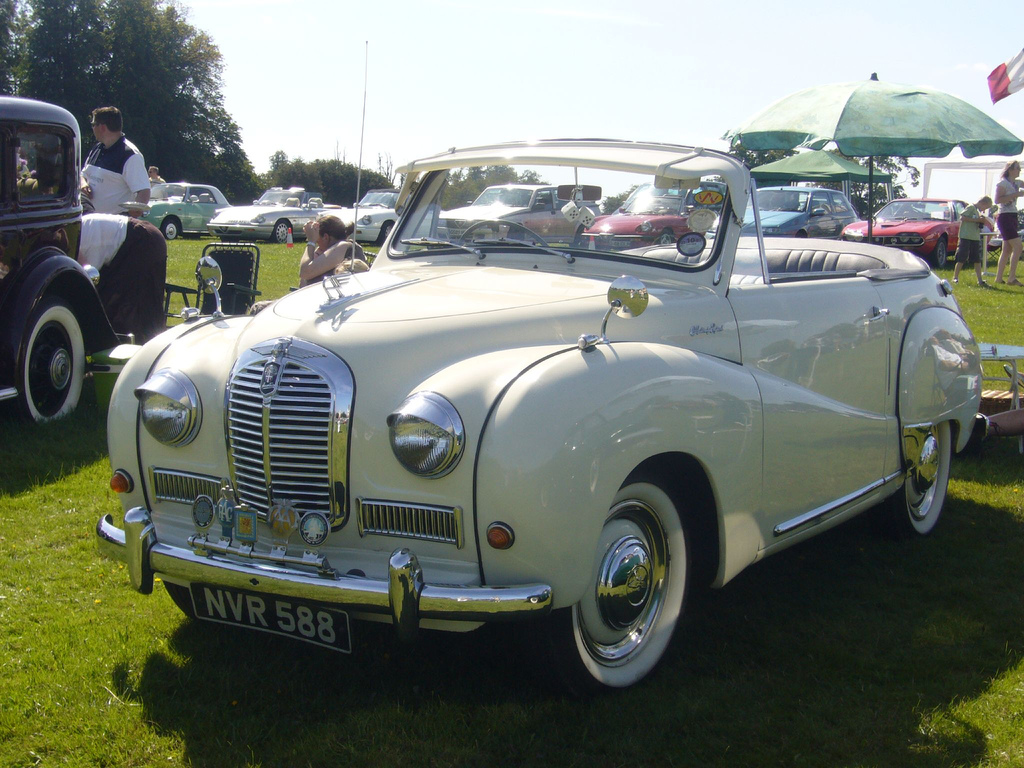
Кабріолет Austin A40 Somerset Coupé

## Зовнішні посилання
- Austin Counties Car Club [Архівовано 10 березня 2022 у Wayback Machine.] — сайт клубу власників